# 中畑町 (瀬戸市)
中畑町（なかばたちょう）は、愛知県瀬戸市東名連区の町名。丁番を持たない単独町名である。

## 地理
- 瀬戸市の南東部に位置する[8]。西を西窯町、北を赤津町・窯元町・八王子町、東と南を凧山町と隣接している[8]。
- 数戸の陶房・製陶所が水田の中に立地している[8]。

### 河川
- 赤津川[8] ： 町の東部から南部を通って南西部までの凧山町との町境付近を西流している。
- 木ノ下川（赤津川支流）[8] ： 町の北部から西部を通って南西部までの町境付近を南流しており、町の南西部で赤津川に注ぎ込んでいる。

- 赤津川（中畑町・凧山町境）
- 木ノ下川（中畑町・窯元町境）
- 赤津川と木ノ下川の合流点[注釈 1]

### 学区
市立小・中学校に通う場合、学区は以下の通りとなる。また、公立高等学校普通科に通う場合の学区は以下の通りとなる。
| 番・番地等 | 小学校                 | 中学校                 | 高等学校 |
| ---------- | ---------------------- | ---------------------- | -------- |
| 全域       | 瀬戸市立にじの丘小学校 | 瀬戸市立にじの丘中学校 | 尾張学区 |

## 歴史

### 町名の由来
二つの川に囲まれた田、畑がいつの間にか中畑と呼ばれるようになり、この通称名を町名にしたものといわれる。

### 沿革
- 江戸時代には、三州小原道沿道の地で集落化が進み、弘化2年（1845年）中畑島の戸数は18と記録されている[12]。
- 1943年（昭和18年）8月9日 - 瀬戸市大字赤津字前田の一部により、同市中畑町として成立[2]。

## 世帯数と人口
2025年（令和7年）2月1日現在の世帯数と人口は以下の通りである。
| 町丁   | 世帯数 | 人口 |
| ------ | ------ | ---- |
| 中畑町 | 47世帯 | 98人 |

### 人口の変遷
国勢調査による人口の推移
| 1995年（平成7年）  | 123人 | [ 13 ] |  |
| 2000年（平成12年） | 120人 | [ 14 ] |  |
| 2005年（平成17年） | 100人 | [ 15 ] |  |
| 2010年（平成22年） | 95人  | [ 16 ] |  |
| 2015年（平成27年） | 79人  | [ 17 ] |  |
| 2020年（令和2年）  | 66人  | [ 18 ] |  |

### 世帯数の変遷
国勢調査による世帯数の推移。
| 1995年（平成7年）  | 35世帯 | [ 13 ] |  |
| 2000年（平成12年） | 37世帯 | [ 14 ] |  |
| 2005年（平成17年） | 35世帯 | [ 15 ] |  |
| 2010年（平成22年） | 32世帯 | [ 16 ] |  |
| 2015年（平成27年） | 32世帯 | [ 17 ] |  |
| 2020年（令和2年）  | 28世帯 | [ 18 ] |  |

## 交通

### 鉄道
町内に鉄道は走っていない。最寄り駅は名鉄瀬戸線尾張瀬戸駅になる。

### バス
名鉄バス「本地ヶ原線」
- 【10】瀬戸駅前 - 古瀬戸 - 赤津 系統

名鉄バス「東山線」
- 【11】【12】瀬戸駅前 - 一里塚 - 赤津 系統

以上、2路線3系統が走っているが、町内にバス停はない。最寄りのバス停は、大松バス停・八王子バス停になる。

### 道路
- 愛知県道22号瀬戸環状線 ： 町の北東端部、八王子町との境界部を南北に通っている[注釈 2]。
- 愛知県道33号瀬戸設楽線 ： 町の北端部、八王子町との境界部を東西に通っている。

## その他

### 日本郵便
- 郵便番号 : 489-0029[6]（集配局：瀬戸郵便局[20]）。